# لاودلینو کوبینو
لاودلینو کوبینو (اسپانیایی: Laudelino Cubino‎؛ زادهٔ ۳۱ مهٔ ۱۹۶۳) دوچرخه‌سوار اهل اسپانیا است. وی در مسابقات تور دو فرانس و جیرو دیتالیا شرکت کرده است.